# Чапультепекский акведук

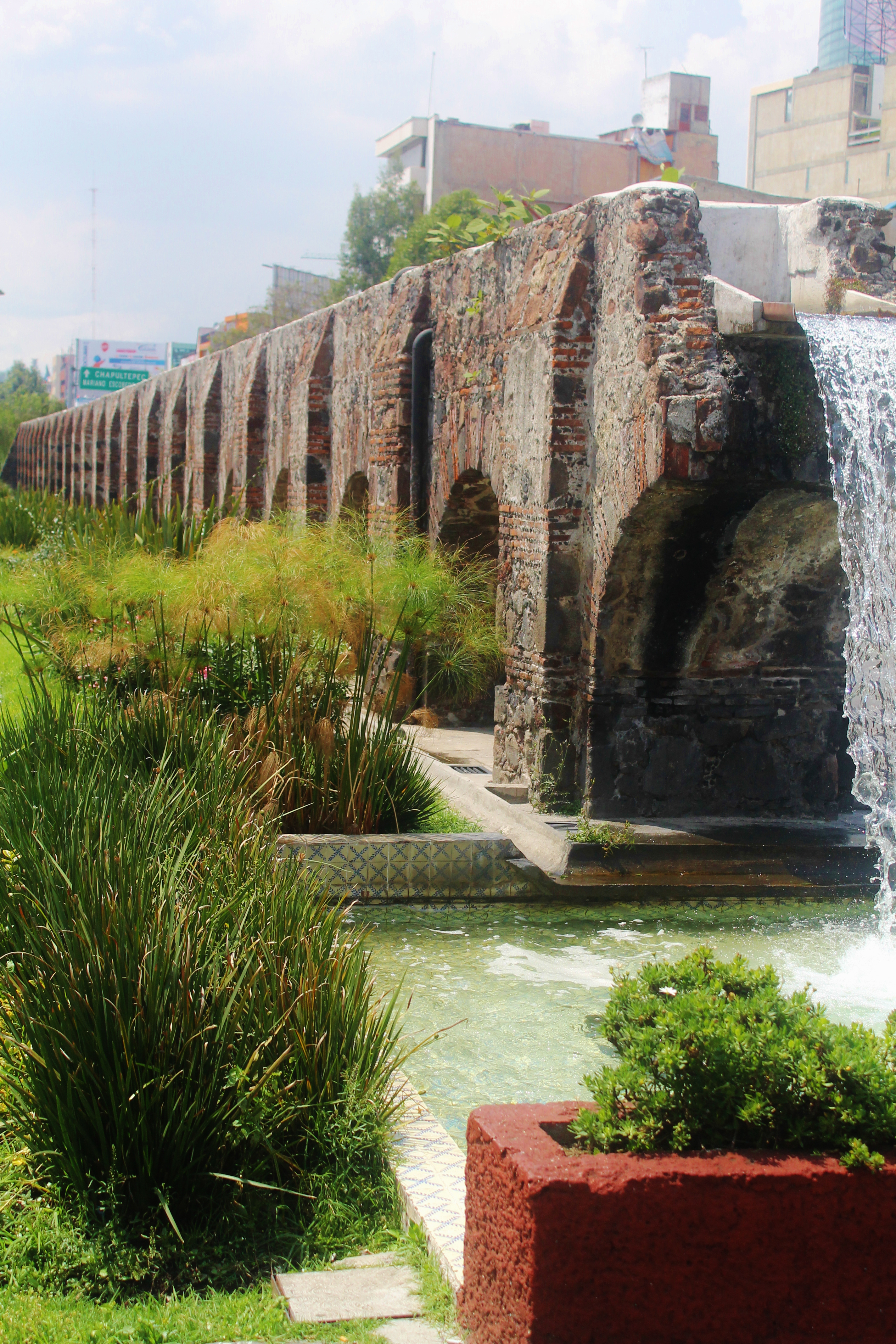
Вид на оставшиеся арки построенного испанцами колониального акведука.

Чапультепекский акведук (исп. acueducto de Chapultepec) был построен для снабжения питьевой водой Теночтитлана, ставшего современным Мехико. Пресная вода доставлялась из источников Чапультепек. Два акведука, следующие одним маршрутом от источников, были построены ацтеками в XV веке, первый был разрушен наводнением, а второй — испанцами. После испанского завоевания был построен колониальный акведук, руины которого находятся недалеко от станции метрополитена "Севилья".

## Первый Чапультепекский акведук
Уровень воды под Теночтитланом был всего на 4-5 футов ниже уровня города, однако это не был пригодный источник пресной воды, поскольку добытая вода была солоноватой. Были построены неглубокие колодцы, а добытая вода использовалась для хозяйственных нужд. Строительство акведука, который доставлял пресную воду, пригодную для приготовления пищи и питья, из источников Чапультепек в Теночтитлан, началось в 1418 году при тлатоани Теночтитлана Чимальпопоке (сооружение планировалось ещё Уитцилиуитлем).
Основой фундамента стали глина и растительный материал, который опирался на искусственные острова, расположенные на расстоянии 3-4 метра друг от друга. На этих островах были сооружены насыпи, состоящие из грязи, которые вбиты деревянными кольями для поддержки. На вершине каждой насыпи был выдолбленный жёлоб, выстланный уплотненной глиной, а выдолбленные бревна были помещены на дно пути потока, чтобы перекрыть промежутки между островами. Деревянная дощатая дорожка обрамляла акведук, что делало его легко доступным и средством передвижения из города в отдаленные районы. Как только вода достигала города, она доставлялась в небольшие резервуары и конкретные домохозяйства по сети каналов, которые простирались в четырёх направления и разветвлялись на отдельные улицы.
Несмотря на относительную долговечность, состав акведука не выдержал сил природы. Эрозия выветрила уплотненную глину, а в 1449 году проливные дожди вызвали наводнение, которое разрушило акведук и фактически закрыло Теночтитлан на несколько недель.

## Второй Чапультепекский акведук
После разрушения первоначального акведука правитель Тескоко Несауалькойотль приказал построить ещё одну систему водоснабжения из более прочных материалов по тому же маршруту, что и оригинал. Этот акведук состоял из двух каменных желобов, облицованных раствором. Добавление второго жёлоба позволило отводить воду во вторую трубу, когда нужно было проводить техническое обслуживание другой. Это позволило обеспечить непрерывную подачу пресной воды в город. Как и первоначальный акведук, второй опирался на цепочку искусственных островов. Трубы были прикреплены к островам деревянными сваями, прикрепленными к основанию из песка, извести и камня. Акведук был построен из дерева, резного камня и уплотненной почвы, а его части были сделаны из выдолбленных бревен, что позволяло каноэ проходить под ним.

## Колониальный акведук
После своего прибытия в империю ацтеков Эрнан Кортес обнаружил экономическое и политическое значение Чапультепекского акведука. Он воспользовался зависимостью города от акведука и заблокировал подачу пресной воды, в конечном итоге уничтожив его. Вскоре после испанского завоевания он приступил к разделу земли между конкистадорами. Он хотел забрать себе лес Чапультепек, но Карл V отклонил его просьбу и постановил, что источники необходимы для снабжения людей питьевой водой и, таким образом, являются собственностью города Теночтитлан. Строительство нового акведука началось при правящем вице-короле Фернандо де Аленкастре, 1-м герцоге Линареса (1711—1716). Структура стала известна под другим названием Акведук Белена, названный в честь старого Беленского монастыря, мимо которого он проходил. Построенный по тому же пути, что и ацтекские акведуки, он был построен с использованием римской архитектуры, что отражено в его 904 арках. В итоге он достиг общей длины 4663 вара, примерно 4 километра. Во времена завоеваний акведук снабжал город большей частью пресной воды, однако опасения вызывали болезни, передающиеся через воду. Чтобы уменьшить возможность внешнего загрязнения, в 19 веке вместо открытых желобов были установлены железные и свинцовые трубы. Они защищали воду от воздуха и внешних загрязнителей, но не уменьшали количество болезней и смертей, связанных с патогенами.
Расположенный на проспекте Чапультепек возле Станции Севилья, небольшой участок длиной около двадцати двух арок сохранился до наших дней. Также сегодня стоят два фонтана, связанные с акведуком. Первый находится между парком Чапультепек и Станции Чапультепек. Этот фонтан, построенный вице-королем Агустином де Аумада, был предназначен для отвода воды в эту часть города. Он также служил декоративным и историческим целям. Однако он больше не находится на своем первоначальном месте: он был восстановлен, увеличен и перемещен на свое нынешнее место Роберто Альваресом Эспинозой в 1921 году. Второй фонтан, Сальто-дель-Агуа, был построен на пересечении улиц Эже Централ и Аркос де Белен, где исторический центр встречается с Колония Докторес и Колония Обрера. Хотя он находится на первоначальном месте, это не оригинальный фонтан. Он сильно испортился, и Гильермо Руис сделал репродукцию. Оригинал выставлен в Национальном музее Виррейнато в Тепоцотлане.

## Исторические изображения Акведука и фонтана Сальто-дель-Агуа

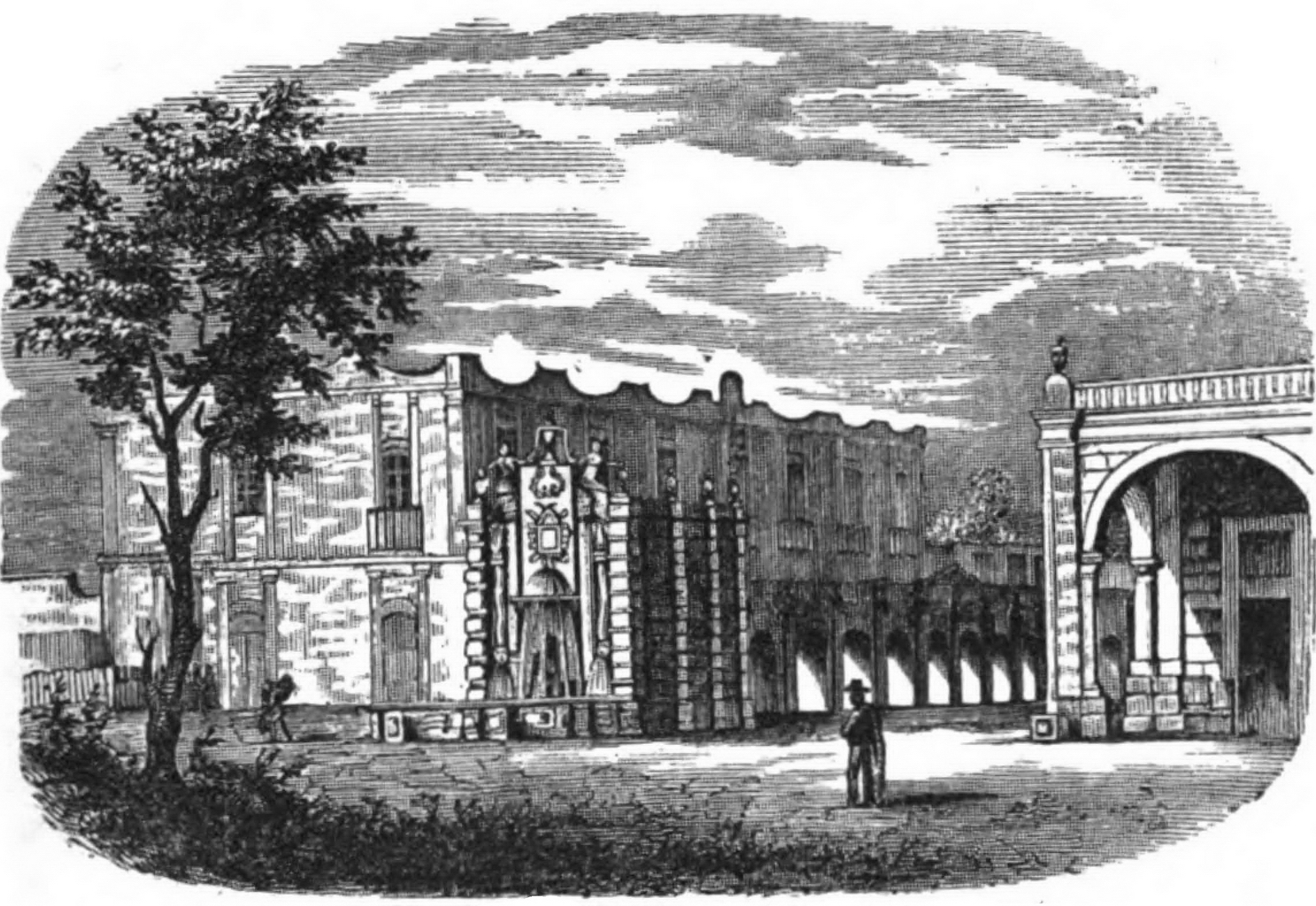
Конец Акведука, картина 1844 года Брантца Майера[англ.] .
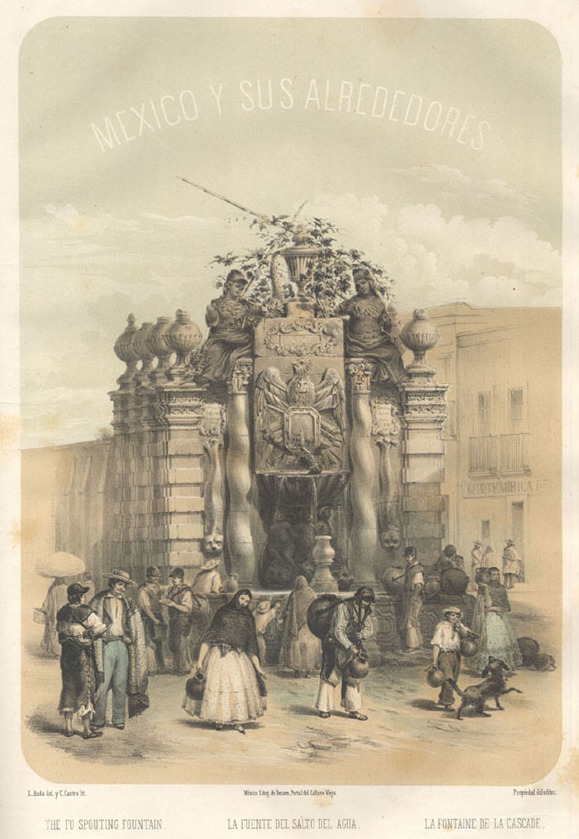
Фонтан Сальто-дель-Агуа на картине Казимиро Кастро[англ.] 1855 года.
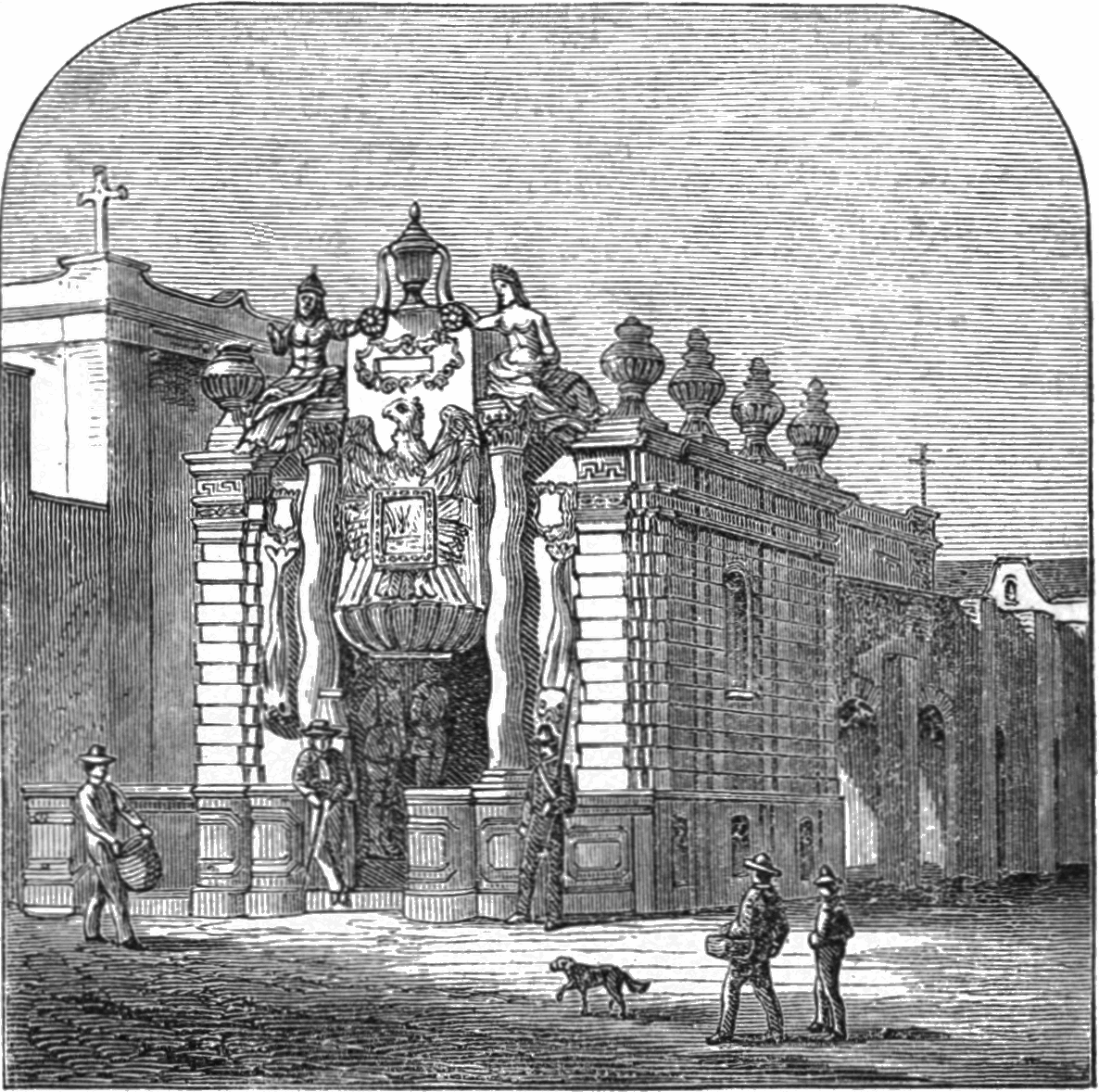
Фонтан Сальто-де-Агуа (окончание Акведука), картина Альберта С. Эванса[англ.] 1870 года..
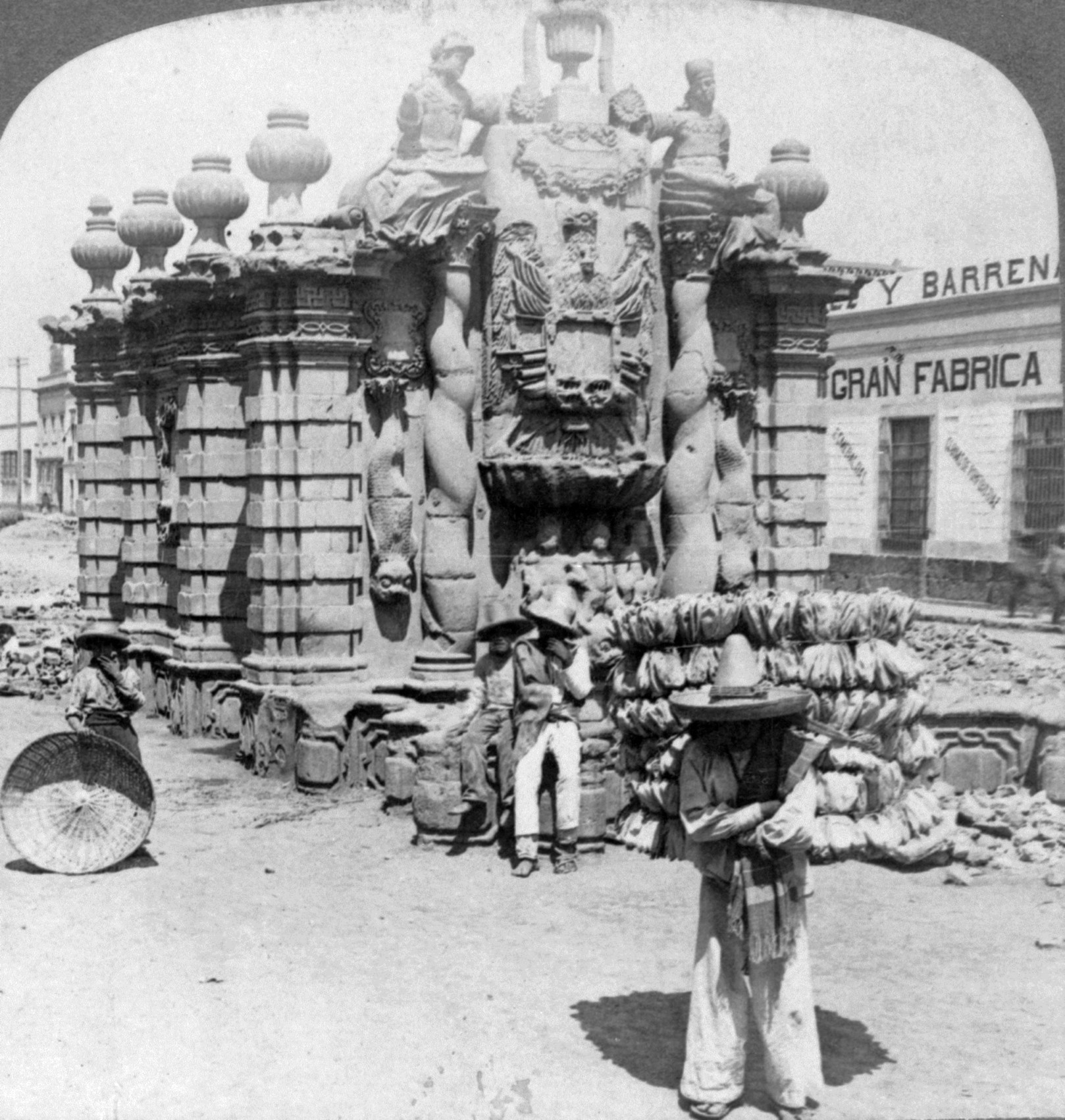
Фонтан Сальто-дель-Агуа в 1903 году. Библиотека Конгресса.
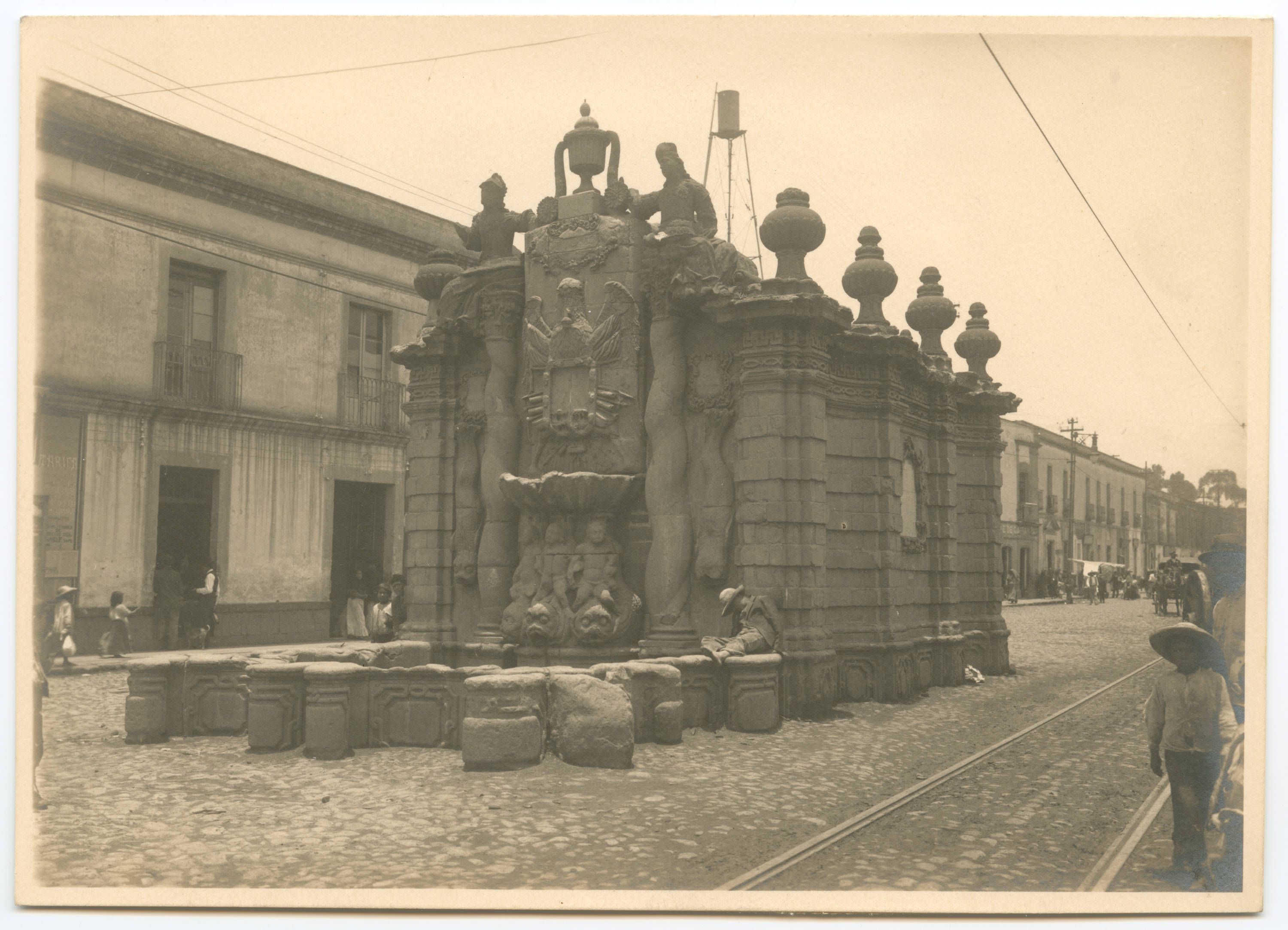
Фонтан Сальто-дель-Агуа в 1920 году, автор Хьюго Бреме[англ.].